# Koyna (Fluss)
Die Koyna (Marathi कोयना नदी IAST Koynā nadī, englisch Koyna River) ist ein rechter Nebenfluss der Krishna im Westen des indischen Bundesstaats Maharashtra.

## Verlauf
Im Unterschied zu den anderen Flüssen im Dekkan, die in Ost-West-Richtung fließen, fließt die Koyna in Nord-Süd-Richtung, etwa 65 km entfernt parallel zur Küste des Arabischen Meeres.
sie entspringt in den regen- und wasserreichen Westghats südlich von Mahabaleshwar (Malcompeth), einer Hill Station im Hügelland von Sahyadri, auf etwa 1000 m Höhe. Nach etwa 70 km erreicht sie Helwak, fließt am King Shivaji’s Fort in Pratapgadh vorbei, wo sie sich dann ostwärts wendet. Sie passiert dann nördlich den Chandoli National Park und erreicht die fruchtbaren Talebenen des Krishna-Beckens im Dekkan bei der Ortschaft Naudi, und nach weiteren etwa 50 km ab dem Flussknie mit einer Mündungsbreite von 100 m bei den Krishna Ghats von Karad in die Krishna mündet. Neben dem Tungabhadra-River ist sie der wasserreichste Zufluss der Krishna.

## Koyna-Talsperre
Aufgrund ihrer Flussrichtung wird die Koyna das ganze Jahr über von Regenfällen gespeist, Niederschlagsmengenmittel liegt bei 5080 mm jährlich auf 60 Flusskilometer. Daher wurde 1962/63 der Shivaji Sagar Lake bei Koyna Nagar nördlich Helwak – zwischen Chiplun und Karad – aufgestaut, die Koyna-Talsperre ist die größte hydroelektrische Anlage Maharashtras. Der See selbst ist etwa 60 km lang, und nimmt heute fast die Hälfte des Laufs der Koyna ein – er gilt als Ursache des schweren Erdbebens vom 10. Dezember 1967 und anhaltender weiterer Erdstöße.

## Wasser und Biotop
Die Koyna ist für ihre reiche Algen- und Wasserpflanzen-Flora bekannt; ihr Wasser zeigt in der Trockenzeit eine olivgrüne und während der Monsunsaison eine bräunlich-blaue Färbung. Sie ist die Namensgeberin für das Koyna River Basin, eines der großen Aquifere weltweit.

## Tourismus
Der abschnittsweise wilde Oberlauf der Koyna wird für Kayak- und Raftingtouren genutzt.